# Life in Hell
Life in Hell (Viața în Iad) a fost o bandă desenată săptămânală de Matt Groening, care a fost publicată în perioada 1977 - 2012. Prezintă iepuri antropomorfi și un cuplu de homosexuali. Groening utilizează aceste personaje pentru a explora o gamă largă de subiecte despre dragoste, sex, locul de muncă și despre moarte. Desenele sale sunt pline de expresii de anxietate, alienare, ură de sine, teamă și îngrijorări privind soarta inevitabilă.